# Szalone liczby
Szalone liczby (ang. Risky Numbers) – matematyczny teleturniej dla młodzieży emitowany w TVP2 od 7 stycznia 1995 do 23 czerwca 2000.

## O programie
Teleturniej przeznaczony był dla uczniów klas czwartych, piątych, szóstych i siódmych szkoły podstawowej. W każdym odcinku brało udział troje zawodników z tej samej kategorii wiekowej na stanowiskach oznaczonych kolorami: czerwonym, żółtym i niebieskim. Przez cały okres trwania programu prowadzony był on przez parę aktorów: Darię Trafankowską (nazywaną w teleturnieju Dusią) i Januarego Brunova. Na początku odcinka, po przywitaniu telewidzów i publiczności, prezentowana była mapa Polski z zaznaczonymi miejscowościami, z których przyjechali zawodnicy. Gracze przedstawiali się, podając swoje imię i nazwisko, miasto, szkołę i klasę oraz zainteresowania. Każdy uczestnik podczas gry miał na głowie czapkę z daszkiem w kolorze swojego stanowiska. Po nagraniu odpowiedniej liczby odcinków trójka graczy, którzy osiągnęli najwyższe wyniki, brała udział w finale. W ostatnim okresie produkcji programu zmieniono kolor stanowiska niebieskiego na zielony oraz styl napisów końcowych: wprowadzono krótki rapowany utwór w wykonaniu Januarego Brunova.
Pora emisji programu ulegała niejednokrotnie zmianie: Szalone liczby były nadawane m.in. w piątki o 15:30, w soboty o 19:30 i w niedziele o 10:00. Jeden odcinek trwał ok. 25 minut. Maskotką teleturnieju był animowany bóbr Plusik. Imię dla niego wybrano spośród propozycji nadesłanych przez widzów. Autorem projektu graficznego maskotki był Stanisław Lenartowicz, związany z łódzkim studiem Se-ma-for.
Format programu powstał we współpracy Euromedia TV z Children's Television Workshop, obecnie funkcjonującym pod nazwą Sesame Workshop (w ramach tej kooperacji oba podmioty stworzyły również polską wersję Ulicy Sezamkowej). Do 1999 nagrano ponad 200 odcinków Szalonych liczb. Polska edycja teleturnieju była pierwszą na świecie, po niej format został wprowadzony również w Izraelu, Indonezji i Francji. W procesie tworzenia teleturnieju uwzględniano badania przeprowadzane regularnie wśród młodych widzów oraz opinię nauczycieli na temat zagadnień związanych z opanowywaniem przez uczniów treści z programu nauczania matematyki w szkołach. W 1999 nakładem wydawnictwa MUZA S.A. ukazała się (we współpracy z producentem programu) książka Szalone liczby, zawierająca treści oparte na materiałach edukacyjnych używanych w teleturnieju.
Zgłoszeń do programu dokonywało się drogą pocztową na adres producenta bądź elektroniczną. Celem kontaktu z redakcją teleturnieju należało wysyłać korespondencję na adres:
```
SZALONE LICZBY
Skrytka pocztowa P-188
Warszawa 12
```

## Konkurencje

Konkurencja Zyg-Zag

Lista konkurencji w programie na podstawie książki Szalone liczby:
- Mniej lub więcej? (jedna[14] lub dwie rundy[9])
- Jak to policzyć?
- Skacz! Licz!! Wygraj!!!
- Zyg-Zag
- Trójkąty
- Szaleńcze wyzwania (dwie[9][14] lub trzy rundy[25][26])
- Liczbowy labirynt Plusika

### Mniej lub więcej?
W pierwszej rundzie Dusia i January odgrywają komiczną scenkę fabularną. Na koniec doprowadza ona do problemu, którym zajmują się zawodnicy, dotyczącego szacowania typu: Ile przedmiotów jest w drugim pojemniku, jeśli w pierwszym jest ich 21?. Gracze zapisują swoje odpowiedzi na kartkach, następnie prowadzący otwierają urządzenie zwane Szacownikiem i podają dokładny wynik. Uczestnicy otrzymują liczbę punktów zależną od tego, jak bardzo ich szacunki różnią się od właściwej liczby, i od przedziału, w którym się one znajdują (końce przedziałów co ok. 10–15% wartości). Możliwa liczba punktów do zdobycia: 50, 40, 30 lub 20.
W drugiej rundzie kierowane jest do publiczności w studiu dodatkowe pytanie związane z szacowaniem, dotyczące zadania dla graczy.

### Jak to policzyć?
Przy użyciu urządzenia zwanego Cyfromatem Dusia losuje 5 cyfr, które zawodnicy umieszczają kolejno w diagramach na swoich tablicach. Celem gracza jest takie ich ułożenie, aby otrzymać działanie z wynikiem spełniającym narzucony warunek, np. jak najmniejsza nieparzysta różnica. Nie można zmieniać położenia już wpisanych cyfr. Za błąd w obliczeniach przyznaje się 5 punktów karnych. Możliwa liczba punktów do zdobycia: 40, 30 lub 20, ponadto 5 lub 10 punktów za wykonanie dodatkowego działania albo spełnienie osobnego warunku.

### Skacz! Licz!! Wygraj!!!
Na podłodze umieszczona jest plansza w kształcie rombu, złożona z kwadratowych pól zawierających liczby całkowite (dodatnie i ujemne). Zadaniem zawodnika jest przejść ją od linii startu do linii mety, wykonując po drodze działania, tak aby na koniec otrzymać wynik jak najbliższy zeru lub równy 0. Przedział, którego gracz nie może przekroczyć, to {\displaystyle \langle -25,25\rangle }. Za każdy błąd w obliczeniach lub za przekroczenie przedziału przyznaje się 5 punktów karnych. Możliwa liczba punktów do zdobycia: 40, 30 lub 20.

### Zyg-Zag
Konkurencja rozgrywana jest na planszy o wymiarach 6×6 złożonej z pól, w których znajdują się liczby będące iloczynami dwóch czynników całkowitych z zakresu od 1 do 9. Na zastanowienie się nad ruchem zawodnik ma 15 sekund. Dusia i January losują liczbę, od której zacznie się gra. Ruch gracza polega na wykonaniu mnożenia liczby wybranej przez siebie i liczby wskazanej przez poprzednika. January zakrywa na planszy pole z otrzymanym wynikiem tabliczką w kolorze zawodnika. Za ułożenie dwóch swoich tabliczek po skosie, stykających się narożnikami, uczestnik zdobywa 10 punktów. Dodatkowo jeden raz w czasie całej rozgrywki zawodnik może uzyskać 20 punktów premii za zakrycie trzech sąsiednich pól w linii poziomej lub pionowej. Za błąd w obliczeniach przyznaje się 5 punktów karnych. Każde pole na planszy może być zakryte tylko raz. Uczestnicy wykonują ruchy w pięciu kolejkach. Możliwa liczba punktów do zdobycia: 60, 50, 40, 30, 20 lub 10.

### Trójkąty
Celem gracza jest zakrycie na planszy pól będących wierzchołkami trójkąta. Na zastanowienie się nad ruchem zawodnik ma 15 sekund. Liczby widniejące na planszy są wynikami otrzymanymi z dodania lub pomnożenia dwóch wybranych z tablicy liczb z zakresu od 1 do 12. Za błąd w obliczeniach przyznaje się 5 punktów karnych. Pierwszy zawodnik, który zaznaczy trzy pola będące wierzchołkami trójkąta, otrzymuje 50 punktów. Jeżeli drugiemu uczestnikowi uda się to w tej samej kolejce, również dostaje 50 punktów. Kolejny gracz za ułożenie trójkąta uzyskuje 40 punktów, trzeci zaś 30 punktów.

### Szaleńcze wyzwania
W pierwszej rundzie uczestnicy oceniają poprawność odpowiedzi Dusi i Januarego (lub innych zaproszonych osób, jak np. Tomasz Sapryk) na zadane pytanie. Robią to poprzez włączenie odpowiedniej lampki na diagramach Venna ilustrujących ich zdanie. Za każdą poprawnie ocenioną wypowiedź gracz otrzymuje 20 punktów. Jeżeli uczestnicy prawidłowo ocenią prawdziwość obu odpowiedzi, jeden z nich ma możliwość zyskać dodatkowo 10 punktów za wyjaśnienie rozwiązania (decyduje kolejność zgłoszeń). Z tej konkurencji pochodzi charakterystyczne, kojarzone z teleturniejem zdanie: Dusia ma rację, a January blefuje.
W drugiej rundzie każdy zawodnik na początku ustala liczbę punktów, które chciałby zaryzykować (od 10 do 60), tj. zyskać lub stracić w zależności od poprawności udzielonej odpowiedzi. Rozgrywka ma dwie formy:
- Magiczna skrzynka – każdy gracz losuje po jednym zadaniu z pojemnika. Zawodnicy kolejno je rozwiązują i podają odpowiedzi.
- Szyby – wszyscy uczestnicy otrzymują to samo zadanie, polegające np. na ułożeniu figury geometrycznej z podanych elementów.

Na rozwiązanie zawodnicy mają 2 minuty. Możliwa liczba punktów do zdobycia lub stracenia: 60, 50, 40, 30, 20, 10, –10, –20, –30, –40, –50, –60.

### Liczbowy labirynt Plusika
Zwycięzca odcinka ma prawo do udziału w rundzie specjalnej, w postaci gry wideo rozgrywanej za pomocą joysticka, w której może uzyskać dodatkowe punkty. Celem uczestnika jest przejście przez labirynt i zaznaczenie w nim liczb spełniających narzucony warunek, np. podzielnych przez 9. Na rozgrywkę zawodnik ma 45 sekund. Jeśli zaznaczy 9 liczb spełniających warunek zadania, otrzymuje 20 punktów, jeśli zaś wszystkie 12 liczb – 40 punktów.

## Nagrody
Na różnych etapach produkcji nagrodami w teleturnieju były m.in.:
- walkman[18]
- gra planszowa[18][32]
- paletki do ping ponga[33]
- plecak[33]
- radiomagnetofon[33]
- aparat fotograficzny[32]
- łyżworolki[1][9][10][11][14][25][32]
- kurs języka angielskiego[25]
- zestaw odzieży młodzieżowej[1][9][14]
- rower z bagażnikiem[9]
- książka Szalone liczby z zabawami opracowanymi na podstawie konkurencji programu[11]
- inne książki[1] (np. W pustyni i w puszczy[11] lub encyklopedia zwierząt[18])
- gadżety z logo programu (koszulki[11], kubki, plecaki[1][14])
- komputer multimedialny[1][14]
- zestaw gier komputerowych[1]
- roczna prenumerata czasopism komputerowych[1][14]

Każdy gracz otrzymywał imienny dyplom uczestnika.